# 安德烈·波特諾夫 (政治人物)
安德烈·沃洛德米羅維奇·波特諾夫（羅馬化：Andriy Volodymyrovych Portnov；1973年10月27日—2025年5月21日）是烏克蘭律師、政治人物與親俄合作者。
波特諾夫在2005年至2010年間擔任尤利婭·季莫申科選舉總部的法律部門負責人。自2010年4月2日至2014年2月底，他擔任維克多·亞努科維奇內閣司法總局局長兼烏克蘭總統府副主任（2014年1月24日晉升為第一副主任）。他還在2010年至2014年間擔任烏克蘭國家銀行理事會成員。
波特諾夫在广场起义期間為乌克兰反示威法的制定者之一，這使他在2014年至2015年間成為被歐盟制裁的人物。波特諾夫在起義尾聲的2014年2月20日出逃烏克蘭，他先是流亡至俄罗斯，再前往維也納學習法律，之後又於2019年5月19日回到烏克蘭。2020年1月15日，基輔佩切爾斯克地方法院裁定，就選舉而言，波特諾夫在過去五年仍被視為是烏克蘭居民。
波特諾夫身上有多起針對他的刑事訴訟，包括涉及貪腐和對其他政府職員的威脅，其中許多案件被撤銷。2018年，烏克蘭國家安全局以叛國罪立案開始調查波特諾夫參與俄羅斯併吞克里米亞一事，但後來結案。2022年6月3日，隨著俄羅斯入侵烏克蘭，波特諾夫再次出逃烏克蘭，而他也再度成為被歐盟等多國制裁的對象。
2025年5月21日，波特諾夫在西班牙波苏埃洛-德阿拉尔孔的馬德里美國學校附近被槍殺。